# Рогољи (Градишка)
Рогољи су насељено мјесто на подручју града Градишка, Република Српска, БиХ. Према попису становништва из 1991. у насељу је живио 741 становник. По попису становништва из 2013. у Рогољима живи 670 становника.

## Географија
Рогољи се налазе у Лијевче пољу.

## Култура
У Рогољима се у љето традиционално одржава „Рогољска жетва“. Ову манифестацију је 2011. посјетио предсједник Републике Српске Милорад Додик.
У Рогољима од маја 2011. године постоји Културно-умјетничко друштво.

## Спорт
У селу постоји фудбалски клуб ФК Стеван Дукић.

## Становништво
| Националност       | 1991.        | 1981.        | 1971.        | 1961. |
| Срби               | 732 (98,78%) | 749 (98,03%) | 711 (99,57%) |       |
| Југословени        | 3 (0,40%)    | 13 (1,70%)   |              |       |
| Хрвати             | 2 (0,26%)    | 2 (0,26%)    | 2 (0,28%)    |       |
| остали и непознато | 4 (0,53%)    |              | 1 (0,14%)    |       |
| Укупно             | 741          | 764          | 714          | '     |

| Демографија | Демографија | Демографија |
| Година      | Становника  | Становника  |
| ----------- | ----------- | ----------- |
| 1961.       | 816         |             |
| 1971.       | 714         |             |
| 1981.       | 764         |             |
| 1991.       | 734         |             |
| 2013.       | 670         |             |

У селу данас живи око 670 људи у 204 домаћинстава.

## Знамените личности
- Стеван Дукић, народни херој Југославије